# Ken Climo
Kenneth R. Climo, dit Ken Climo et né en mars 1968 à Clearwater en Floride, est un disc golfeur professionnel. Il est souvent considéré comme le meilleur joueur de l'histoire de ce jeu, avec Paul McBeth,,. Il détient douze titres de champion du monde PDGA, dont neuf en de 1990 à 1998,.
En plus de ses titres mondiaux, Climo a un record inégalé au United States Disc Golf Championship (le premier tournoi créé), détenant cinq titres (1999, 2000, 2002, 2004, 2007). Nommé sept fois joueur PDGA de l'année, Ken Climo est intronisé au PDGA Hall of Fame en 1995.
Il concourt dans la division master (40+) des Championnats du monde pour la première fois en 2012, à l'âge de 44 ans, et remporte ensuite son 13e titre de champion du monde. Il gagne à nouveau en 2014 et 2015.